# الخروج من الموت (فلم 2021)
الخروج من الموت (بالإنجليزية: Out of Death) فيلم إثارة، وجريمة أمريكي لعام 2021 أخرجه مايك بيرنز، وكتبه بيل لورانس. الفيلم من بطولة بروس ويليس، وجايمي كينج، ويتابع تحرك مأمور قسم شرطة فاسد، في بلدة جبلية ريفية عندما يصادفه شاهد غير متوقع، يطلع على عمليته المشبوهة. قررت شركة فيرتيكال انترتينمنت إصدار الفيلم في 16 يوليو 2021 في الولايات المتحدة.

## طاقم التمثيل
جايمي كينج: في دور شانون ماذرز
بروس ويليس: في دور جاك هاريس
لالا كينت: في دور بيلي ستانهوب
كيلي جريسون: في دور بام هاريس
تايلر جون أولسون: في دور توم ريفرز
ميغان ليونارد: في دور جوان كيرن
كايلا إيفا: في دور مراسلة أخبار
مايكل سيرو: في دور هانك ريفرز
أوليفر تريفينا: في دور جيمي

## أحداث الفيلم
تتجول شانون (جايمي كينج) المصورة الصحفية، في غابة كثيفة، وتشهد قتل مروج الكوكايين جيمي (أوليفر تريفينا) على يد الشرطية بيلي (لالا كينت) المتورطة في الاتجار بالمخدرات، كما تقوم بتصوير المشهد كاملاً، وفي نفس الوقت يتحرك الشرطي المتقاعد جاك هاريس (بروس ويليس) من بيت الشابة بام هاريس (كيلي جريسون) ابنة أخيه الأصغر ليقوم بجولة في الغابة بعد أن وفاة زوجته أثر اصابتها بالسرطان. تطارد الشرطية الشاهدة الوحيدة على القتل، وتستدعي زميلها توم ريفرز (تايلر جون أولسون) المتورط أيضاً. يطلب هانك ريفرز (مايكل سيرو) المرشح لمنصب العمدة، ورئيس مجموعة الشرطة الفاسدين، وشقيق الشرطي توم، ان تقوم بيلي بمساعدة شقيقه توم بالتخلص من شانون الشاهدة على فسادهم. تفلح شانون في الفرار وهي ترتعد من الخوف، وعندما تتمكن بيلي من الإمساك بها، وترفع السلاح لقتلها، ترتعش يدها، ولا تقوى على اطلاق الرصاص، ويعنفها توم، ويمسك بالمسدس لاطلاق النار، ولكنه يسمع من خلفه لصوت الشرطي المتقاعد جاك وهو يأمره بإلقاء سلاحه.
يستمر الصراع بين الطرفين، توم، وبيلي من جانب، وجاك، وشانون من الجانب الآخر. يسفر ذلك الصراع عن طعن الشرطية بيلي في فخذها، ويتصل توم بشقيقه هانك الذي يسارع بالحضور لحسم الموقف.
يتخلص هانك، وتوم من بيلي بعد التأكد من عدم جدوى مساعدتها، بينما يطلب جاك من شانون إبلاغ الجهات الفيدرالية بما يحدث.
تنتهي الأحداث بالقبض على هانك المرشح لمنصب العمدة.

## الإنتاج
صرح موقع ديدلاين في 10 يونيو 2020 ان بروس ويليس وقع ثلاثة عقود مع شركة أفلام ايميت / فورلا. قام راندال إيميت، وجورج فورلا، الرئيسين التنفيذيين المشاركين في شركة (EFF) بإنتاج 17 فيلماً مع ويليس، كان آخرها فيلم "منتصف الليل في سويتش جراس Midnight in the Switchgrass". تم الإعلان عن فيلم الإثارة «الخروج من الموت»، من كتابة بيل لورانس، وإخراج مايك بيرنز، وسوف يلعب ويليس دور البطولة مع جايمي كينج، وسيكون تيم سوليفان، وأليكس إيكرت منتجين تنفيذيين.
أعلن في 13 نوفمبر 2020 ان شركة (EFF) تقوم بتصوير «الخروج من الموت».
تم إسناد كتابة موسيقى الفيلم للثنائي جاكوب بونتون، ومايك بيرنز.

## وصلات خارجية
https://www.imdb.com/title/tt12528166/ الخروج من الموت (فيلم 2021)
https://www.filmaffinity.com/uk/film698740.html الخروج من الموت (فيلم 2021)
https://letterboxd.com/film/out-of-death/ الخروج من الموت (فيلم 2021)
https://www.rottentomatoes.com/m/out_of_death الخروج من الموت (فيلم 2021)